# Castilla (Madrid)

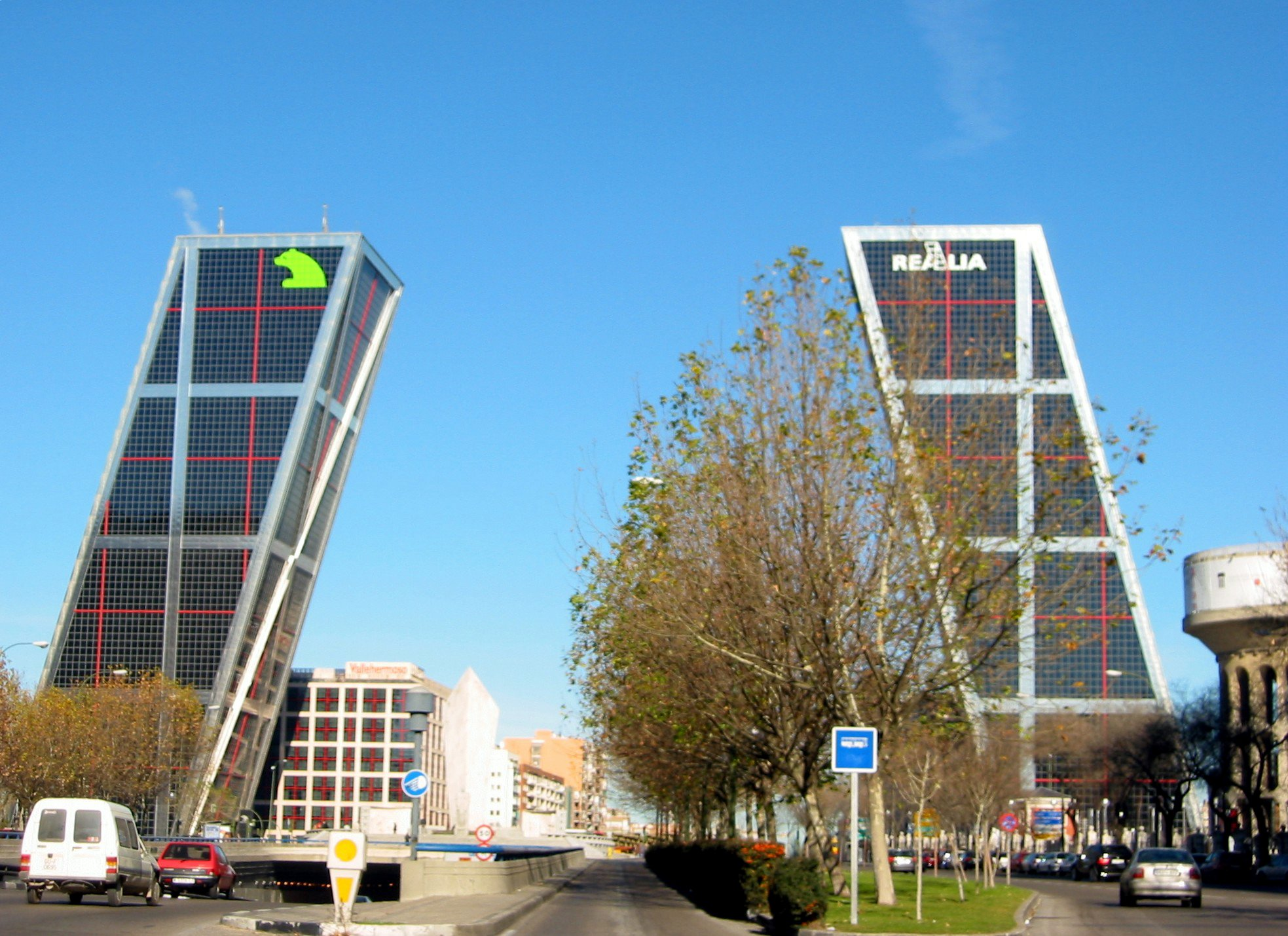
La Plaça de Castilla, al barri de Castilla, des del Passeig de la Castellana.

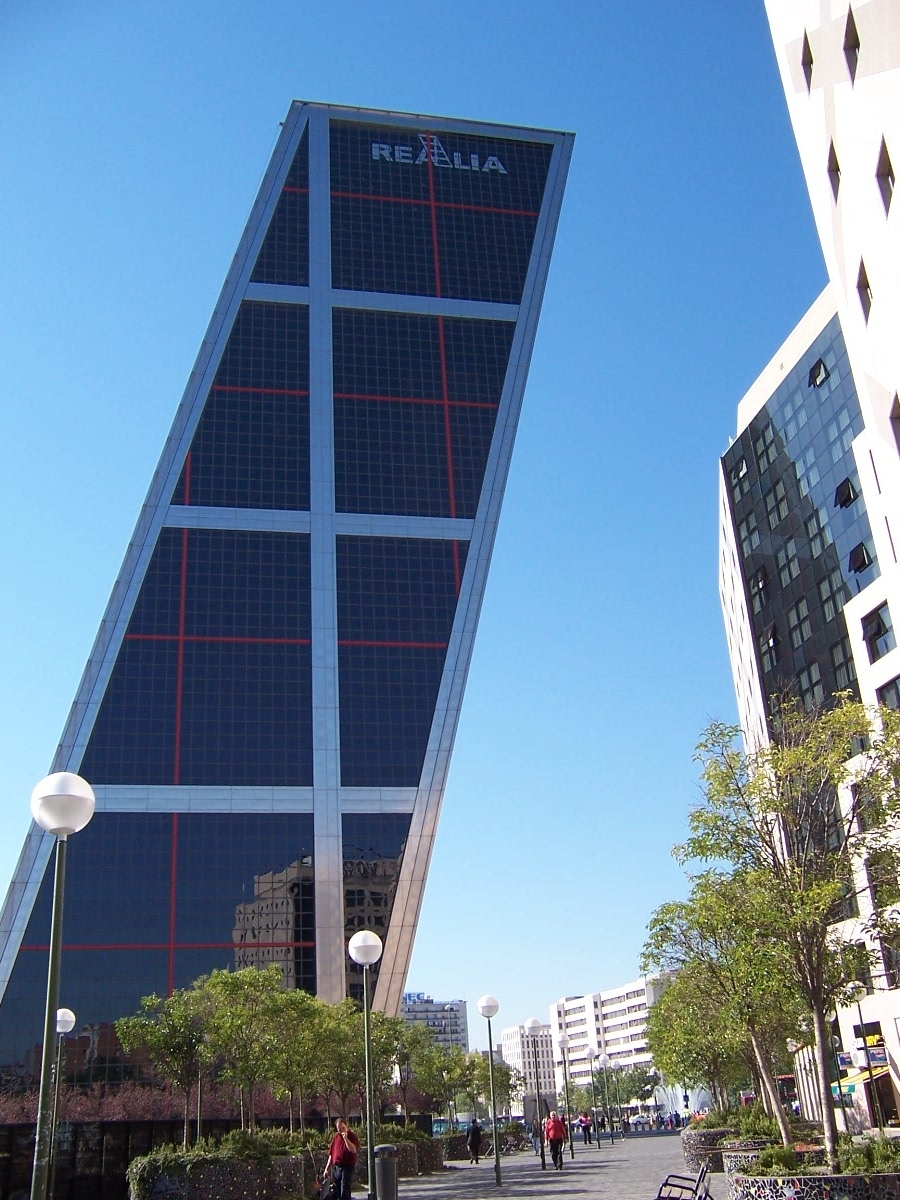
Torre de Kío este, des del carrer d'Agustín de Foxá.

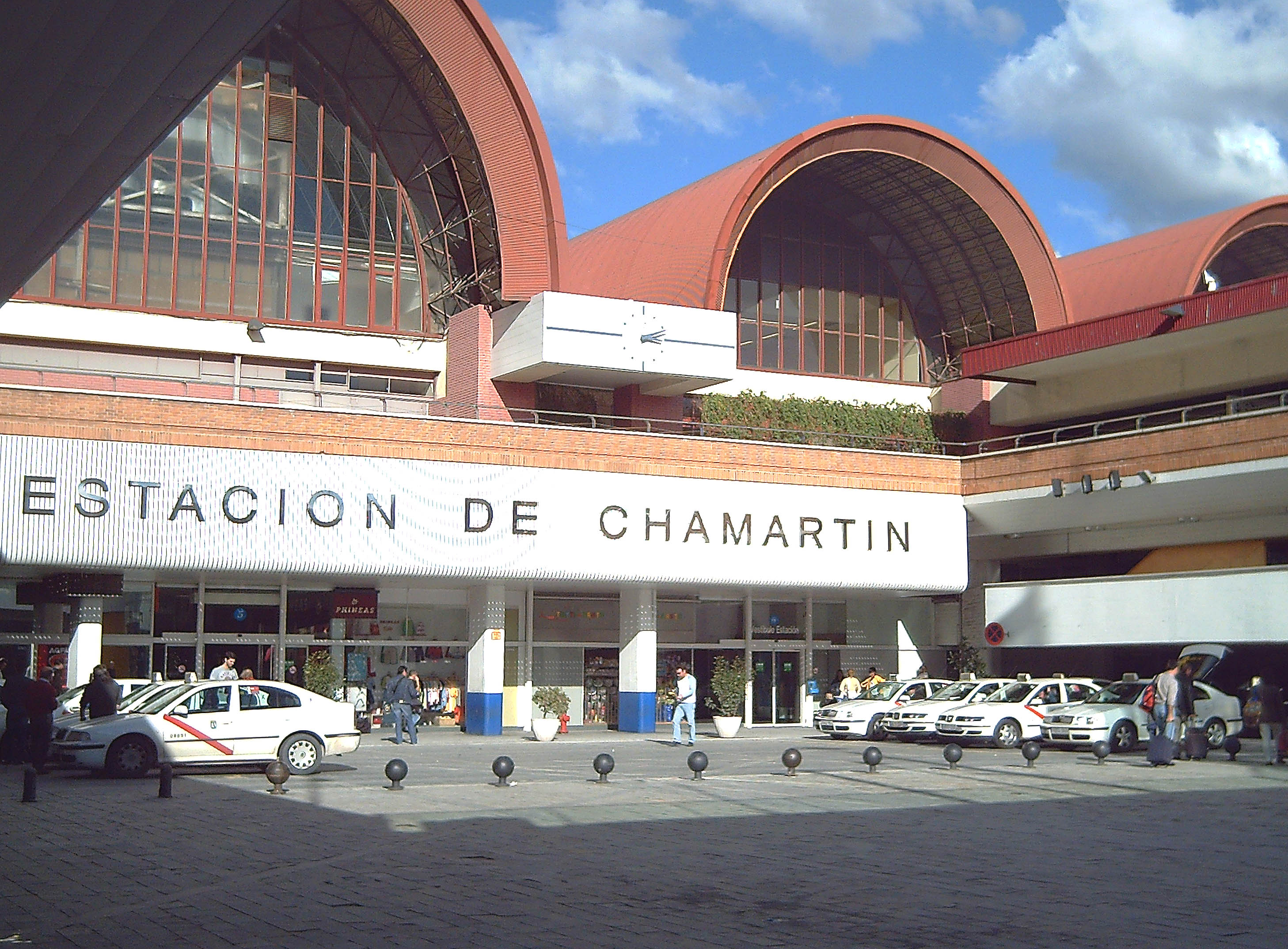
L'estació de Chamartín.

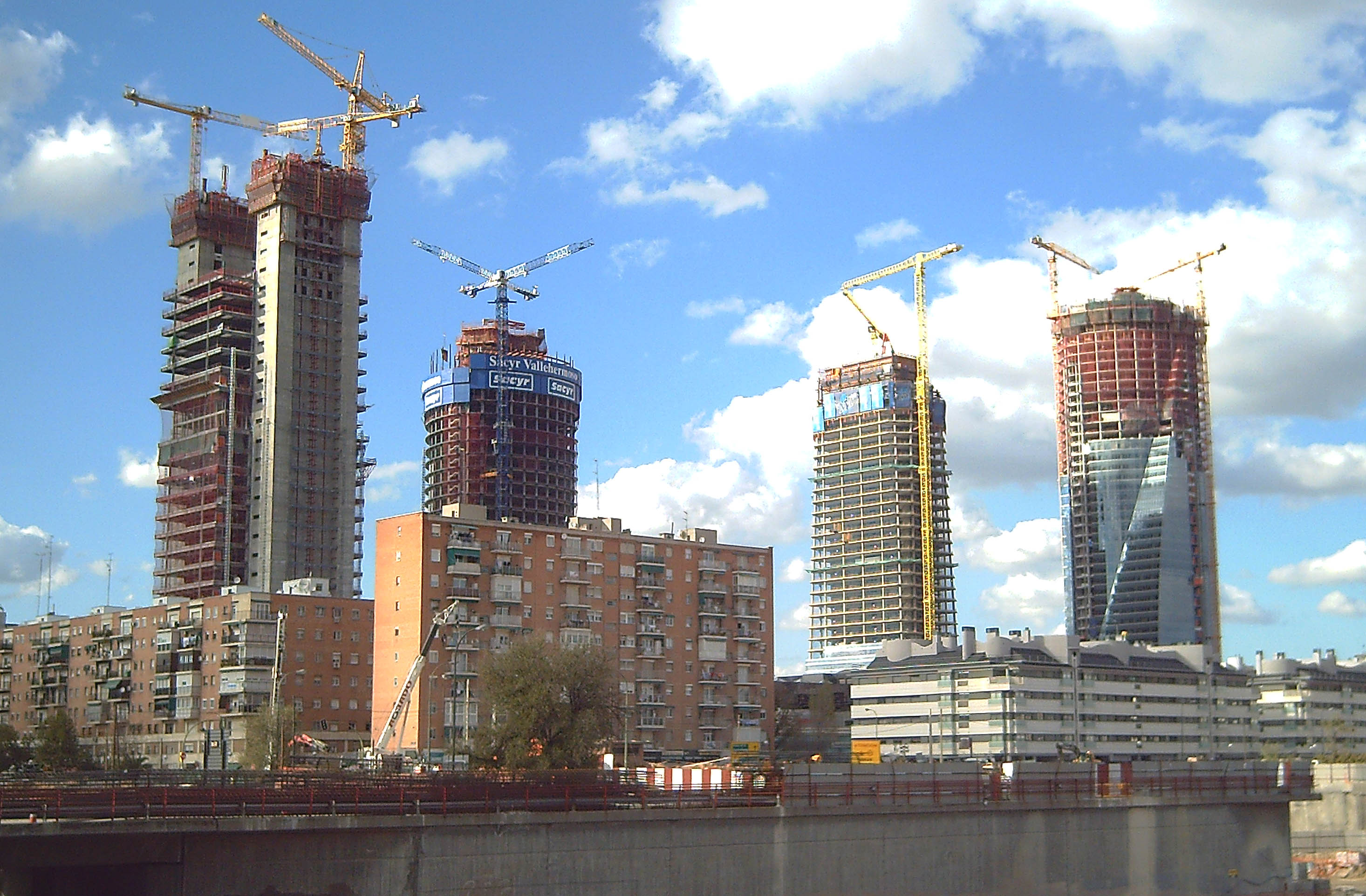
El parc empresarial Cuatro Torres Business Area, en construcció, des del barri de Castilla.

Castilla és el barri més septentrional del districte de Chamartín, el centre neuràlgic del qual és la Plaça de Castilla. Es troba emmarcat per la mateixa Plaça de Castilla, el Passeig de la Castellana, el carrer de Mateo Inurria i l'estació de Chamartín. El seu eix central discorre al llarg dels carrers d'Agustín de Foxá (que condueix a l'estació) i de Mauricio Legendre. Limita a l'oest amb La Paz (Fuencarral-El Pardo) i Almenara (Tetuán), a l'est amb Costillares, al sud amb Nueva España i al nord amb Valverde (Fuencarral-El Pardo).

## Població
La població del barri pujava en 2007 a 17.359 habitants. En aquest any, només hi vivien 1.545 estrangers al barri de Castilla (constituint el 8,9% de la seva població).

## Història
Bona part dels terrenys d'aquest barri, van pertànyer als ducs de Pastrana, en Chamartín de la Rosa. Posteriorment, després de la donació que aquests van realitzar als jesuïtes, van passar a pertànyer a la Companyia de Jesús i al Canal d'Isabel II. Pels terrenys del barri passava l'antiga carretera de França. El desenvolupament urbà del barri va començar a la fi dels anys 50 i, avui dia, s'ha convertit en un dels barris més cars de la capital.

## Transports
La zona constitueix un nus de comunicacions per la seva estació de metro (en la qual es creuen tres línies de suburbà), la d'autobusos interurbans, les diferents parades d'autobusos urbans i l'estació de Chamartín, d'on parteixen trens de rodalies i de llarg recorregut (és una de les més importants estacions de RENFE). S'estan construint també (dades de 2007) dos bescanviadors de transport: un a la Plaça de Castilla i un altre en l'estació de Chamartín.

## Punts d'interès
El barri de Castella compta amb dos dels gratacels més alts de Madrid, que són el seu principal atractiu: la parella d'edificis anomenada Porta d'Europa, de més de 100 metres i gairebé 30 plantes, també coneguts col·loquialment com a Torres Kío.
Aquestes torres són visibles des de tot Madrid, i la seva principal particularitat i atractiu és que es troben inclinades un 15%, ambdues cap al mateix lloc. Ocupen les posicions 10 i 11 entre els edificis més alts de tot Madrid, ja que tots dos són de la mateixa altura, 114 m.
A la Plaça de Castella es troben també un parc públic (el parc del Canal d'Isabel II) i un centre d'exposicions temporals, sobre uns antics terrenys i instal·lacions del Canal d'Isabel II. El dipòsit elevat d'aigua s'ha conservat com a construcció singular.
Un altre edifici situat a la plaça és el dels jutjats de primera instància, penal i instrucció, l'edifici judicial més gran de Madrid.
Confrontant al barri (però ja fora d'ell) estan l'Hospital de la Paz i el parc empresarial en construcció Cuatro Torres Business Area (dades de 2007).
Com a exemple peculiar de l'arquitectura popular de la postguerra, destaquen al barri, davant de l'Hospital de la Pau, per la seva particular forma exterior, el conjunt d'habitatges construïts per als empleats d'EMT i conegudes popularment com Los Ninchos.